# نجلاء أبي اللمع
الأميرة نـجلا أبي اللمع معلوف (1895 - 1970)، أديبة وصحافية لبنانية، لقبت بأميرة المنابر، وهي منشئة مجلة الفجر.

## سيرتها
ولدت في بلدة برمانا، ودرست على يدي بطرس البستاني. أنشات مجلة الفجر سنه 1919 واستمرت المجلة في الصدور ست سنوات متتالية حتى سافرت إلى أميركيا وهناك تزوجت الأديب يوسف نعمان المعلوف أحد أقدم الصحفيين في المهجر، وصاحب جريدة الأيام ثالث جريدة عربية صدرت في الولايات المتحدة. احتجبت مجلة الفجر إلى حين استأنفت نشرها في كندا، بالإنكليزية والعربية، إلا أن صدورها هذه المرة، لم يستمرَّ سوى عام واحد، توقفت بعده وانتقلت نجلاء إلى نيويورك لتنضم إلى أسرة تحرير جريدة الهدى وكان ذلك بإشارة من الدكتور يوسف حتي، وبلتكليف من الأستاذ نعوم مكرزل صاحب الجريدة وقد توفي نعوم سنة 1932.
اشتهرت نجلاء بزاويتها الأسبوعية المعروفة أفضل ما قرأت وسمعت، وفي ذلك تقول الأديبة سلمى صايغ في كتابها صور وذكريات: «الأميرة نجلا، ابتعدت عن لبنان الذي أحبته فحملت همومه إلى نيويورك فكانت من الذين تتبعهم بلادهم حيثا ساروا. هؤلاء الذين تشرب القضية العربية من كوبهم إن شربوا، وتأكل من صحنهم إن أكلوا، لقد كان لها حقل في جريدة الهدى تنشر فيه الطريف والجريء الذي عرفت به منذ فجرها»
بقيت نجلا تكتب في الهدى حتى عودتها إلى لبنان سنة 1954م. من الطرائف التي حصلت لها، وهي في ريعان عمرها أنها شاركت في العام 1920 بإلقاء كلمة في حفل الجامعة الأميركية بمناسبة مرور مائة عام على ولادة المعلم بطرس البستاني 1819 - 1883، برعاية يوسف بك العظمة وزير الحربية في الحكومة العربية بعد إعلان تمليك الأمير فيصل بن الحسين بدمشق، وكان لافتا للنظر حقا، أن تقف شابة بعمر الورود خطيبة بين ستين من رجال الفكر والأدب الذين تعاقبوا عل المنبر. فما كان من يوسف العظمة إلا أن تقدم منها مهنئا قائلا لها: «أنا فخور أن يكون في بلادي إنسانة بمثل هذه الفصاحة والشجاعة الأدبية، وإنني لعل استعداد لأن أقوم بأية خدمة تحتاجينا». وكان أخوها الأمير رئيف أي اللمع يومذاك سجينا في دير الزور فرجته أن يعمل عل تخليص أخيها من محنته. وفعلا، لم تمض أربع وعشرون ساعة إلا وكان الأخ يدفع باب البيت ويدخله. بعد مرور شهر على تلك المأثرة استشهد يوسف العظمة في معركة ميسلون، فما كان من الأميرة نجلاء إلا أن ذهبت وأخاها إلى ميسلون لتضع إكليـلا من الزهر عل ضريح البطل الشهيد باسم «الفجر» عرفانا بالجميل، وقد كتبت على ذلك الإكليل «استشهادك أيها البطل يبشر بفجر جديد. . .»
ناضلت نجلا مع رفيقات لها منهن: ابتهاج قدورة، ماري يني عطالله، عفيفة صعب. واللواتي يعتبرن من جيل الرائدات الثاني وقد سبقهن من الجيل الأول للحركة النسائية اللبنانية جوليا طعمة دمشقية، سلمى صايغ، نازك العابد بيهم، لبيبة ثابت، لودي سرسق، أمينة الخوري المقدسي، وهدى ضومط.
وإن كان يصعب التحديد بدقة أيهن من الرعيل الأول وأيهن من الثاني فقد كان بين أولاء وأولئك مخضرمات، عاصرن الجيلين وأسهمن بجليل الإسهامات. من النماذج الكثيرة لنضال الرائدات تلك الأيام، أن الأميرة ورفيقاتها قمن بمشروع لدعم وتنشيط الصناعة الـوطنية، فأعلن أنهن لن يرتدين من المنسوجات إلا ما حاكته الأيدي اللبنانية والعربية، وكذلك فيا يتعلق بالحلوى والحاجات الأخرى. وقد كان لحركتهن أعظم الأثر، حتى أصبحت المرأة اللبنانية تستحي إن هي ارتدت كنزة من صناعة أوروبية، أو قدمت لضيوفها، شيئا ليس من صنع لبنان.
المبادرات التي تنمي اقتصاد البلد وترفع من شأن أبنائه

حين أقامت جامعة الهيئات النسائية اللبنانية حفلا تكريميا للأميرة وقلدها دولة عمر الداعوق وسام الاستحقاق اللبناني برتبة فارس، وقفت الأميرة لتشكر صديقتها ابتهاج قدورة عل بادرتها، والدولة عل وسامها قائلة: 
إن هذا الإنعام الذي أتقبله بمزيد من التقدير والاعتزاز هو على سبيل التشجيع والتنشيط، لا عن جدارة أدعيها أو مكافأة لخدمة أديتها لبلادي عبر البحار، لأنني أعتبر نفسي كما يقول الشاعر:
وما من دواعي الفخر حبي لأمتيوإيفاء ما في ذمتي من حسابهافما أنا إلا نفحة من نسيمهاوما أنا إلا حفنة من ترابها
فهذه الثقة التي أولتني إياها الحكومة اللبنانية الموقرة هي في عيني فوق رموز الأوسمة ومعاني الشارات ويكفيني فخرا أن هذه البادرة النبيلة قد صدرت بمساعي أختي المرأة التي لها من كفاحها المستمر، مقاييس الهمم والنفوس، تتلاقى عندها ثقة الرجل ومناصرته لها لتأدية رسالة وطنية، وإنها لرسالة غالية. 